# Głęboko w gardle
Głęboko w gardle (ang. Inside Deep Throat) – amerykański film dokumentalny z 2005 o filmie pornograficznym z 1972 roku Głębokie gardło na czele Złotej Ery porno i jego wpływie na społeczeństwo amerykańskie.

## Obsada
- Dennis Hopper
- John Waters
- Hugh Hefner
- Larry Flynt
- Annie Sprinkle
- Gore Vidal
- Gerard Damiano
- Wes Craven
- Bill Maher
- Harry Reems
- Norman Mailer
- Erica Jong
- Catharine MacKinnon
- Camille Paglia
- Tony Bill

Materiały archiwalne
- Linda Lovelace
- Francis Ford Coppola
- Warren Beatty
- Johnny Carson
- Bob Hope
- Jack Nicholson
- Gloria Steinem